# Deborah Curtis
Deborah Curtis (född Deborah Woodruff i Liverpool 13 december 1956), är änka till Joy Division-sångaren Ian Curtis som begick självmord 18 maj 1980. De gifte sig 23 augusti 1975 och fick dottern Natalie Curtis (född 16 april 1979) tillsammans. 
1995 skrev Deborah Curtis biografin Touching From a Distance (på svenska 2007 under titeln Beröring långt inifrån) där hon beskriver sitt liv med Ian. Hon är även samproducent för den Anton Corbijn-regisserade filmen om Ian Curtis, Control som hade premiär 2007.